# Rifugio Vallandro
Il rifugio Vallandro (in tedesco Dürrensteinhütte) si trova nel comune di Braies in provincia di Bolzano, nel Parco naturale Fanes - Sennes e Braies, a 2.040 m s.l.m., in località Prato Piazza, accanto all'omonimo forte.

## Storia

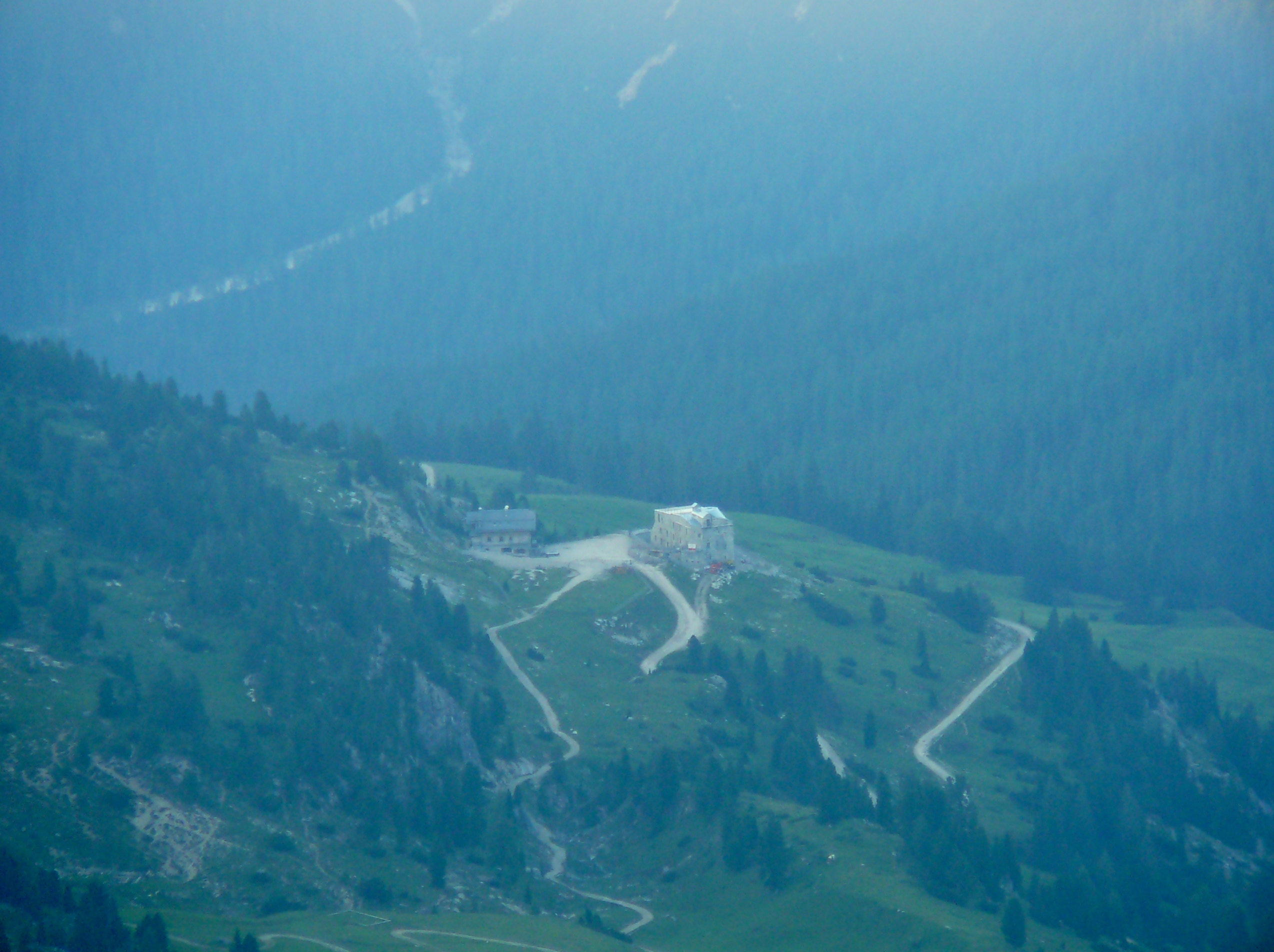
Il rifugio e il forte Prato Piazza visti dal sentiero che conduce al Picco di Vallandro

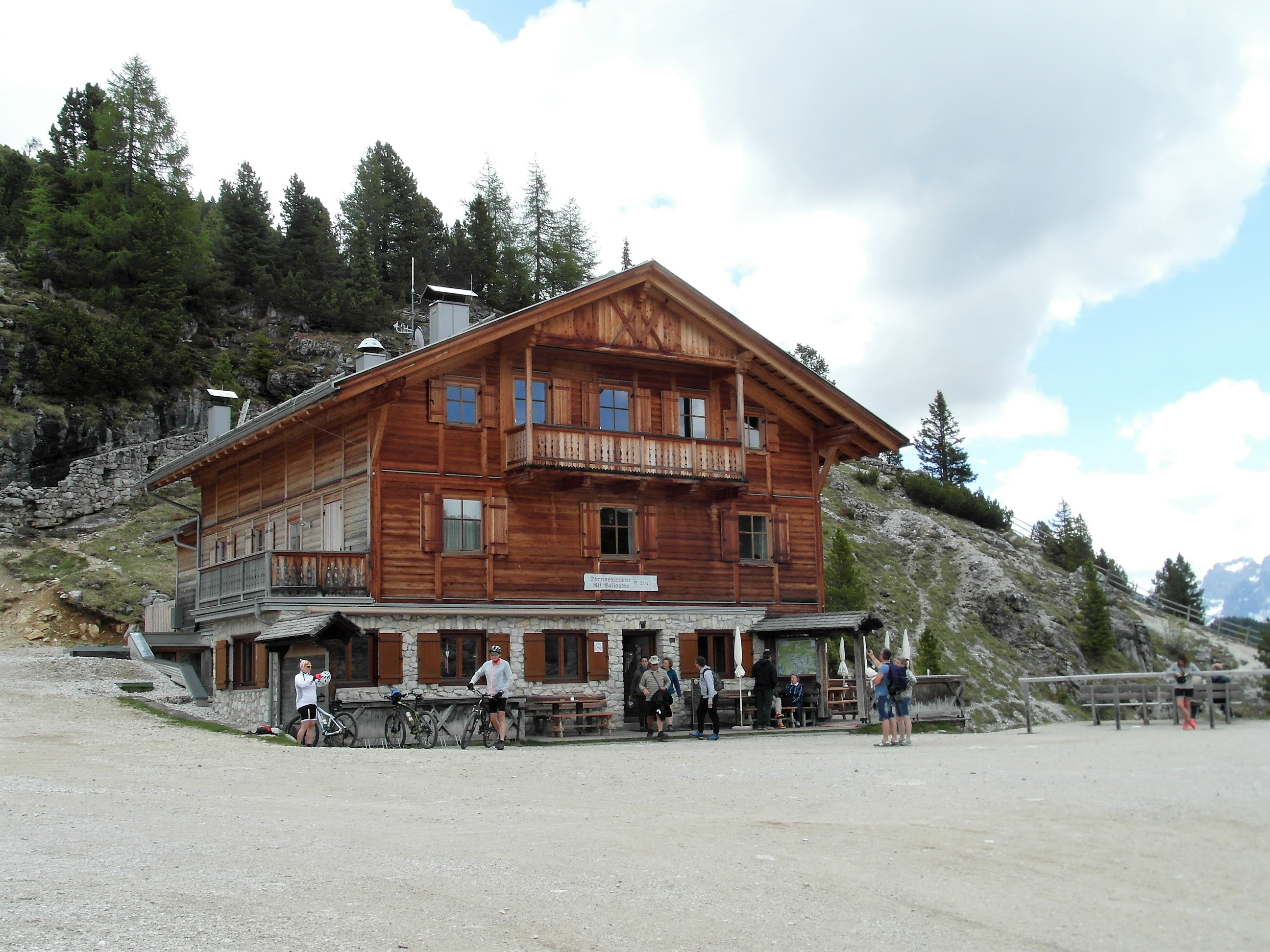
Il rifugio Vallandro

La costruzione del rifugio Vallandro fu iniziata nel 1968 da Tristano Costantini di Villabassa sfruttando qualche ex-baracca austro-ungarica risalente alla Grande guerra. Il suo completamento fu ritardato dal ritrovamento di una bomba inesplosa, e quindi fu inaugurato nell'estate del 1970.
I primi gestori del rifugio furono Ferdinando e Maria Mair, e furono talmente soddisfatti che lo acquistarono nel 1987. Anche Papa Giovanni Paolo II ha visitato tale struttura nel 1992.
Nel 2002 vi fu un ammodernamento e ampliamento del rifugio. Dal 2008 a Pasqua 2012 la gestione era stata affidata a Margit e Philipp Schwarz, e da allora, l'attuale gestore è Elisabeth Ferdick.

## Caratteristiche e informazioni
Il rifugio è aperto sia durante la stagione estiva che durante quella invernale.

## Accessi
Il rifugio è accessibile principalmente da due vie:
- Brückele-Ponticello, in valle di Braies, sentiero n. 37, 2 ore
- Carbonin, in valle di Landro, sentiero n. 37, 2 ore
- Landro, in valle di Landro, sentiero n. 24, 3 ore

## Escursioni
- Picco di Vallandro (Dürrenstein), 2839 m, sentiero n. 40, 2,5 ore
- Monte Specie (Strudelkopf), 2308 m, sentiero n. 34, 1 ora